# María Elena Morán
María Elena Morán (Maracaibo, 27 de noviembre de 1985) es una escritora y guionista venezolana, radicada en Brasil. Su primera novela, Los continentes del Adentro, fue publicada en 2021, en Brasil y en España. Ganadora del Premio Café Gijón 2022 con su novela Volver a cuándo. 
Morán escribe tanto en español como en portugués.

## Biografía
María Elena Morán es graduada en Comunicación Social en la Universidad del Zulia (2007), Venezuela, y en el curso regular de la Escuela Internacional de Cine y Televisión (EICTV), Cuba, donde estudió Guion cinematográfico (2012). Magíster y doctora en Escritura Creativa por la Pontifícia Universidade Católica do Rio Grande do Sul, Brasil (2022), actualmente está radicada en São Paulo, Brasil.
Tiene cuentos publicados en las antologías Melhor não abrir essa gaveta (Terceiro Selo, 2015), Fake Fiction (Dublinense, 2020), Acervo de Ficções (Zouk, 2021) y Não escrevo porque (EdiPUCRS, 2021), entre varias otras, así como también en revistas electrónicas como Travessa em Três Tempos y Letralia. ha sido letrista para el cantante brasileño Tiago Iorc.
Su primera novela escrita tanto en portugués como en español, Los Continentes del Adentro, fue publicada en Brasil (Zouk, 2021) y en España (Ménades Editorial, 2021). En el año 2022 recibió el Premio Café Gijón por su  novela Volver a cuándo  (Ediciones Siruela).
Su literatura dialoga con la de otros escritores de la diáspora venezolana, como Karina Sainz Borgo o Rodrigo Blanco Calderón.

## Obra

### Novela
- Os Continentes de Dentro. Zouk, Porto Alegre, Brasil. 2021.
- Los Continentes del Adentro. Ménades Editorial, Madrid, España. 2021.
- Volver a cuándo. Ediciones Siruela, Madrid, España. 2023.

### Antología
- Melhor não abrir essa gaveta. Terceiro Selo. 2015.
- Fake Fiction. Dublinense. 2020.[10]
- Acervo de Ficções. Zouk. 2021.
- Não escrevo porque. EdiPUCRS. 2021.

### Guion
- Honor al mérito (cortometraje), de Pablo Belaubre. 2011.
- Cebú (cortometraje), de Pablo Belaubre. 2012.
- Estela (cortometraje), de Joacenith Vargas. 2014.[11]
- Héroe en banca (cortometraje), de Alejandro Arteaga. 2016.
- Dia especial (vídeoclip), de Tiago Iorc. 2016.
- Ainda assim (largometraje), de Lillah Halla. 2018.[12][13]
- Reconstrução (vídeo-álbum), de Tiago Iorc. 2019.[5]
- Levante (largometraje), de Lillah Halla. 2023.[14]

## Reconocimientos
- 2018 -  Ainda assim, mejor guion, Prêmio Cabíria de Roteiro.[15]
- 2022 - Volver a cuándo, Premio Café Gijón.